# Władza ustawodawcza
Władza ustawodawcza, legislatywa, władza prawodawcza – element teorii podziału władz Johna Locke'a, a następnie Monteskiusza. Domeną władzy ustawodawczej jest według nich stanowienie powszechnie obowiązującego prawa.
We współczesnych państwach demokratycznych, o ustroju parlamentarno-prezydenckim, tworzenie prawa jest podstawowym zadaniem parlamentu. Parlament jest wówczas jedynym organem upoważnionym do tworzenia najwyższych aktów prawnych – ustaw – na podstawie których ustala się inne akty prawne w państwie. W ten sposób parlament wpływa na zasady działania państwa i na życie obywateli.
W systemach prezydencko-parlamentarnych określone inicjatywy ustawodawcze jak, wydawanie dekretów posiada prezydent np. we Francji, jednak nadal władza ustawodawcza należy do dwuizbowego parlamentu, w którym głos decydujący ma Zgromadzenie Narodowe. W Stanach Zjednoczonych Ameryki, pomimo ustroju prezydencko-parlamentarnego, prezydent jest tego prawa pozbawiony, władzę ustawodawczą sprawuje Kongres. W Polsce, władzę ustawodawczą sprawuje dwuizbowy Parlament Rzeczypospolitej Polskiej.

## Mapa terminologii

Mapa przedstawiająca terminologię obowiązującą w ustawodawstwie każdego kraju
Brak
Zgromadzenie narodowe
Parlament
Kongres
Zgromadzenie/Rada legislacyjna
(Najwyższa) Rada Narodowa
Izba Reprezentantów
Inna

Brak
     Zgromadzenie narodowe
     Parlament
     Kongres
     Zgromadzenie/Rada legislacyjna
     (Najwyższa) Rada Narodowa
     Izba Reprezentantów
     Inna